# Johann I. Avenarius
Johann Avenarius I., vagy Johann Habermann (Cheb, 1516. augusztus 10. – Zeitz, 1590. december 5.) német evangélikus teológus.

## Életpályája
Johann Avenarius I., vagy Johann Habermann 1516. augusztus 10.-én született Chebben, Habermann Lorenz és Martha fiaként. Habermann 1540-ben Wittenbergbe ment, hogy a teológiát tanulmányozza, ahol 1558. augusztus 4-én mester tudományos fokot szerzett. A következő két évtizedben lelkészként dolgozott a Szász Választófejedelemségben, Elsterbergben, Plauenban és 1560-tól 1564-ig diakónként a freibergi székesegyházban. 1564-ben Falkenauban egy lelkészi állást fogadott el Eger (Cleb) közelében, 1566. március 17-én Pál Eber falkenaui diakónná szentelte fel, majd 1573-ban a Jénai Egyetem professzorának hívták meg. A meghívást a héber nyelv, a héber nyelvtan és a héber szótár intenzív tanulmányozása miatt fogadta el. 1574-ben jénai teológiai doktor lett, majd a következő évben a Wittenberg-i Leucoreai Egyetem professzora és végül 1576-ban naumburgi és zeitzi szuperintendens lett. E posztjában részt vett a Concord könyve bevezetésével kapcsolatos tárgyalásokon is.

## Munkássága
Kora tiszteletes nagy tudósaként számos prédikációt tett közzé, amelyek azonban hamarosan elfelejtődtek. Ezzel szemben keresztény imákat tartalmazó imakönyve, a kereszténység között széles körben elterjedt. Három évszázad alatt ez a füzet, amely összhangban van Észak- és Dél-Németország igényeivel, minden európai nyelven újra kiadásra került, és mindennapos szerkesztőkönyvként használatos. A "Habermännle" háztartásbeli nevet kapta.

## Főbb munkái
- Grammatica hebraica. (Wittenberg, 1570, 1575)
- Liber radicum sive Lexicon hebraicum  (Wittenberg, 1568, 1588)
- Keresztény imádság a kereszténység részére a hét minden napján, 1565 (Wroclaw, 1569, 2. kiadás 1567 és számos kiadás és fordítás a 20. századig)
- Konzultációs füzet a beteg, szomorú és megtámadott keresztények számára  (Wittenberg, 1567)
- Vita Christi. (Wittenberg 1580, T. 1616)